# 明星印刷局
明星印刷局，是中国共产党中央委员会的一个印刷局，开办于1925年。

## 概述
在1922年9月13日，中国共产党就在上海创办了中国共产党中央委员会的第一个机关报《向导》周报。1922年10月《向导》周报迁到北京，急需开办一个印刷厂，负责周报的印刷。1925年2月，李大钊主持筹建印刷厂，经过筹备，购买了16页印刷机一部、二号脚踏机一部、二号铅字半副、三号铅字半副和四号、五号铅字、一架铸字机。先在广安门大街广安市场后身的广安西里8号，这是一处独门独院只有12间房子的小院，印刷厂叫昌华印刷厂。1925年2月11日印刷厂开工，主要负责印刷《向导》和中共北京区委的机关刊物《政治生活》。昌华印刷厂开办半年后，被当局关注，印刷厂迁到德胜门内的花枝胡同，改为明星印刷局，1926年3月，朱锦棠担任经理。